# Persoonlijk identificatienummer

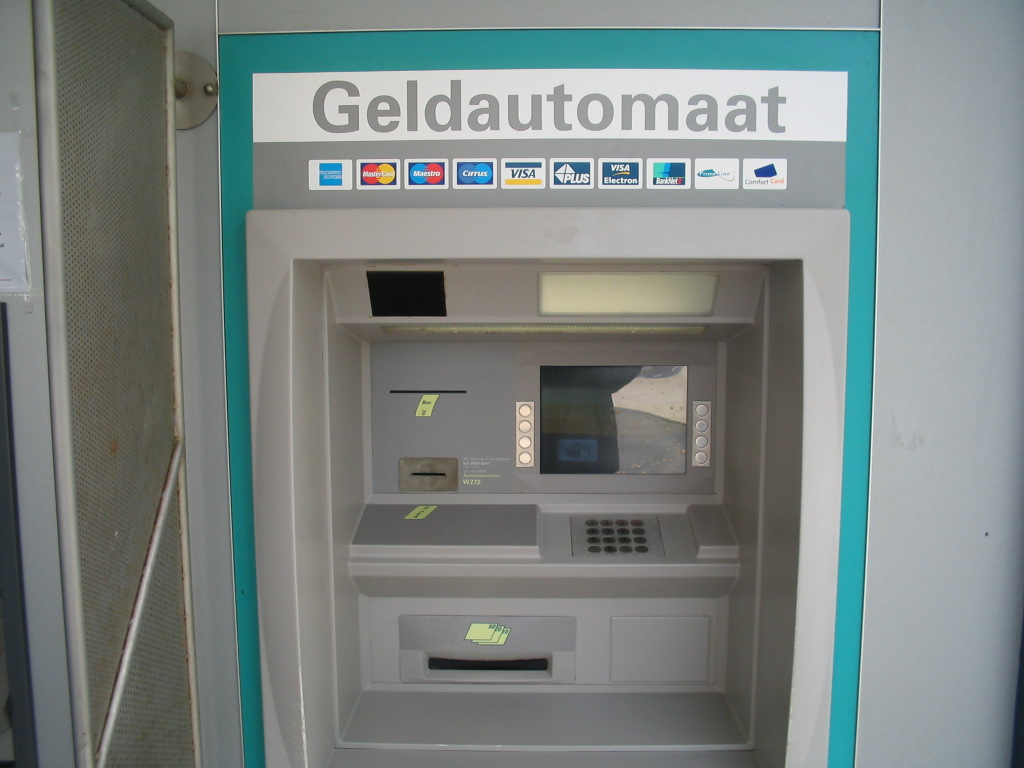
Geldautomaat met toetsenbord voor het intypen van de pincode

Een persoonlijk identificatienummer, oftewel pin(code), is een wachtwoord (in de hedendaagse betekenis van tekenreeks) dat geheel bestaat uit een vast aantal cijfers: vier bij de bankpas en vaak vijf bij apps, dus korter dan de meeste wachtwoorden. Dat dit potentieel minder veilig is wordt gecompenseerd doordat men niet alleen iets moet weten, maar ook iets moet hebben, zoals de bankpas, of een app die gekoppeld is aan een bepaald persoon door een beveiligingsprocedure na downloaden.
Pincodes worden onder meer gebruikt bij het verrichten van elektronische betalingshandelingen en voor de beveiliging van mobiele telefoons.
Een pincode is alleen bekend bij de gebruiker. Van hem wordt verwacht dat hij de pincode nergens opschrijft en aan niemand mededeelt. Bankpersoneel kan vragen om de pincode in een pinapparaat te toetsen, maar er wordt gewaarschuwd dat bankpersoneel nimmer zal vragen een pincode mondeling, per e-mail of telefonisch mede te delen.

## Bankkaart
PIN was een Nederlandse debetkaart van Currence. De naam komt van de pincode die nodig is om met de bankkaart een transactie te verrichten: geld opnemen uit een geldautomaat of betalen aan een betaalautomaat, zoals in een winkel. Het werkwoord pinnen is hier van afgeleid.

## Telefoneren in het buitenland
Voordat mobiele telefoons gemeengoed waren, bood het Nederlandse telefoonbedrijf PTT Telecom, onder de naam Scope of Telecard, een service aan waarmee men vanaf een buitenlandse telefoon iemand kon bellen zonder dat er muntgeld nodig was.
De klant kreeg dan een kaartje waarop zijn klantnummer stond en een gratis telefoonnummer. Bovendien kreeg hij een pincode.
Hij koos vanaf een buitenlandse aansluiting (bijvoorbeeld een telefooncel) het gratis telefoonnummer en werd dan doorverbonden met een Nederlands sprekende telefoniste die het klantnummer vroeg en ook de pincode. De werkwijze gaf weleens verwarring, want in dit geval moest de pincode dus wél aan iemand worden medegedeeld. Men vertrouwde er kennelijk op dat de telefoniste geen misbruik zou maken van de haar verstrekte gegevens.

## Mobiele telefoon
De simkaart in een mobiele telefoon heeft een pincode om te verhinderen dat de vinder van een verloren telefoon op kosten van de oorspronkelijke eigenaar kan bellen. Deze beveiliging is vrij beperkt, want de pincode wordt vaak alleen gevraagd als de telefoon wordt ingeschakeld - en veel gebruikers laten de telefoon ingeschakeld. Daarom wordt ook vaak een tweede pincode gebruikt om het scherm te vergrendelen. Deze wordt gevraagd om de telefoon te ontgrendelen nadat deze een tijdje niet is gebruikt in ingeschakelde toestand. Op deze manier kan een vinder van een verloren telefoon de telefoon ook niet zomaar gebruiken als deze nog is ingeschakeld.
Heeft men drie keer de verkeerde pincode ingevoerd, dan wordt de telefoon vergrendeld. Hij kan weer bruikbaar gemaakt worden door het intoetsen van de pukcode. Deze bestaat uit veel meer cijfers en wordt apart aan de gebruiker verstrekt.

## Autoradio
Een autoradio is vaak voorzien van een pincode om diefstal te ontmoedigen. Valt de voedingsspanning weg, wat gebeurt als de accu verwisseld wordt en als de radio uit de auto verwijderd wordt, dan is de pincode nodig om de radio weer in werking te krijgen. Wordt een aantal keren de verkeerde pincode opgegeven, dan is de radio definitief onbruikbaar. Soms ook kan men pas na enige tijd (bijvoorbeeld een dag) een andere pincode proberen.

## Kans op succes
Omdat een pin vaak bestaat uit vier cijfers zijn er in totaal 10.000 combinaties, met de waarde 0000 t/m 9999. Dit betekent dat er gemiddeld 5000 pogingen nodig zijn om de code te achterhalen.
Veel systemen die gebruikmaken van pin-identificatie, laten drie pogingen toe voordat de kaart geblokkeerd wordt. Bij een bankpas met een chip én een magneetstrip zijn dat zes pogingen.
De kans om het drie keer verkeerd te raden (met steeds een andere code) is gelijk aan:
{\displaystyle {\frac {9999}{10000}}*{\frac {9998}{9999}}*{\frac {9997}{9998}}={\frac {9997}{10000}}=99,97\%}
De kans om de code wél binnen drie keer goed te hebben is dan:
{\displaystyle 1-{\frac {9997}{10000}}={\frac {3}{10000}}=0,03\%}
Er wordt hierbij van uitgegaan dat de cijfers waaruit de pincode bestaat volstrekt willekeurig zijn en dat alle cijfercombinaties uitgegeven worden. Dit is lang niet altijd het geval, sommige banken gebruiken geen pincode die bestaat uit gelijke cijfers (1111, 2222 etc.) of die beginnen met twee of meer nullen (0001, 0011 etc.). In dergelijke gevallen is de kans op succes iets groter.

## Wetenswaardigheden
De pin bestaat vaak uit vier cijfers omdat de vrouw van de uitvinder, John Shepherd-Barron, maar vier cijfers kon onthouden.